# Johnny Jensen
Johny Jensen (ur. 17 lutego 1972) – norweski piłkarz ręczny grający w klubie SG Flensburg-Handewitt na pozycji obrotowego. Brał udział w Mistrzostwach Świata 2001, 2005, 2007 i 2009. Wziął udział w 191 meczach w reprezentacji i zdobył 287 goli.

## Występy z reprezentacją
- 2001 – 14. miejsce
- 2005 – 7. miejsce
- 2007 – 13. miejsce
- 2009 – 9. miejsce